# ایمانوئل کانت
ایمانوئل کانت (به آلمانی: Immanuel Kant) (زادهٔ ۲۲ آوریل ۱۷۲۴ – درگذشتهٔ ۱۲ فوریه ۱۸۰۴)، فیلسوف سرشناس آلمانی در عصر روشنگری و کارساز در فلسفه جدید بود. او یکی از فیلسوفان کلیدی عصر روشنگری است و فلسفه‌اش از اندیشه‌های چیره بر نیمهٔ نخست سدهٔ نوزدهم است. وی تجربه‌گرایی و خردگرایی آغازین نوین را در هم آمیخت و تا به امروز کارهایش در متافیزیک، معرفت‌شناسی، اخلاق، فلسفه سیاسی، زیبایی‌شناسی و دیگر زمینه‌ها دنباله دارد. اندیشه بنیادین «فلسفه نقدی» کانت به ویژه در نقدهای سه‌گانه وی «نقد عقل محض»، «نقد عقل عملی» و «نقد قوه حکم»، «خودآیینی انسان» است.
وی استدلال می‌کند که درک انسان، سرچشمه قوانین سراسری طبیعت است که سازنده همه تجربه ماست؛ و خِرَد انسان است که قانون اخلاقی را به ما می‌دهد که این قانون، بنیاد ما برای باور به خدا، آزادی، و جاودانگی است؛ پس شناخت علمی، اخلاق و باور دینی در برابر هم سازگار و باورپذیرند زیرا پشتوانه همه آن‌ها بنیاد یکسان «خودآیینی» انسانند، که همچنین، انسان برپایه جهان نگری فرجام شناسانه حکم تأملی، سرانجام پایانی طبیعت است.

## زندگی
ایمانوئل کانت در سال ۱۷۲۴ در کونیگسبرگ، مرکز پروس شرقی، در خانواده‌ای متوسط و مسیحی از مذهب متقدسان لوتری زاده شد.
نیاکان کانت، آلمانی‌نژاد و خانواده پدرش اهل تیلزیت بودند. پدرش، یوهان گئورک کانت، سراج یا چرم‌کار معمولی با درآمدی ناچیز و خانواده مادرش، آنا رگینا رویتر، نیز در همان صنف مشغول بودند.کشیش خانواده کانت، فرانتس آلبرت شولتس، مدیر مدرسه فریدریش نیز بود. وی با پی بردن به نشانه‌های هوش استثنایی در دومین پسر خانواده معمولی کانت، برایش یک فرصت آموزشی را برنامه‌ریزی کرد که برای بچه‌های طبقه اجتماعی والدینش نادر بود. کانت در این مدرسه، زبان لاتین و موضوع‌های دیگر را به قدر کفایت آموخت تا اینکه در ۱۶ سالگی، (سال ۱۷۴۰م) وارد دانشگاه آلبرتوس کونیگسبورگ شد.
از مدارک دانشگاه مشخص نشده که او را برای رشته الاهیات ثبت نام کرده باشند. اما او به آموختن علوم طبیعی و به خصوص فلسفه و فلسفه علوم طبیعی و ریاضیات زیر نظر یوهان گوتفرید تسکه و مارتین کنوتسن پرداخت.
در سال ۱۷۴۶ اولین نوشته خود را با نام نظریاتی در مورد ارزش واقعی نیروی زنده منتشر کرد که ظاهراً برای تز دکترای خود آماده کرده بود اما در اعتراض به نظرات پروتستانها و استادش مارتین کنوتسن آن را به آلمانی منتشر می‌کند. وقتی پدر او در سال ۱۷۴۴ به سختی بیمار و در سال ۱۷۴۶ فوت می‌کند، نه تنها مجبور می‌شود هزینه خود بلکه هزینه دو برادر و خواهر کوچک‌تر از خود را نیز تأمین کند. برای همین کونیگسبورگ را ترک می‌کند و به عنوان معلم سرخانه مشغول به کار می‌شود، ابتدا تقریباً تا سال ۱۷۵۰ نزد خانواده یکی از کشیشان اصلاح طلب به نام دانیل ارنست آندرش و سپس تا ۱۷۵۳ نزد خانواده ماژور برنهارد فریدریش فن هولزن. کانت همچنان در این سالها دانشجوی دانشگاه آلبرتینای کونیگسبورگ نیز بود. سومین موقعیت کاری وی نزد خانواده کیزرلینگ در قصر والدبورگ کاپوستیگال نزدیک کونیگسبورگ بود که راه را برای ارتباط با طبقه اجتماعی بالای آن شهر باز کرد.
در سال ۱۷۵۵ پایان‌نامه خود را ارایه می‌کند و فارغ‌التحصیل می‌گردد. وی در همین سال نیز اولین اثر مهم خود را منتشر می‌کند، تاریخ عمومی طبیعت و نظریه آسمانی، اما مورد توجه قرار نمی‌گیرد.
اولین درخواست او برای تدریس در رشته منطق و متافیزیک در دانشگاه اش در سال ۱۷۵۹ رد می‌شود. در سال ۱۷۶۴ پیشنهاد تدریس در رشته هنر شاعری را نمی‌پذیرد. کانت از ۱۷۶۶ تا ۱۷۷۲ به عنوان دستیار کتابدار در کتابخانه قصر پادشاهی کار کرد و این اولین شغل ثابت وی بود. به علاوه وی در شهر ینا و ارلانگن هم تدریس می‌کرد تا این که بالاخره در سن ۴۶ سالگی در سال ۱۷۷۰ کرسی پروفسور رشته منطق و متافیزیک را در شهر کونیگسبورگ به دست می‌آورد. در همین سال اثر تازه اش را با عنوان اشکال و دلایل دنیای ذهنی و عقلی را منشر می‌کند. وی در سال ۱۷۷۸ درخواست وزیر فرهنگ شهر هاله را برای تدریس در دانشگاه معروف آن شهر با حقوقی بالاتر رد می‌کند. بین سالهای ۱۷۸۶ تا ۱۷۸۸ کانت رئیس دانشگاه کونیگسبورگ می‌شود. در سال ۱۷۸۷ استاد آکادمی سلطنتی پروس در برلین می‌شود. ۱۷۹۴ عضو افتخاری آکادمی علوم سن پترتزبورگ می‌گردد.
کانت پانزده سال آخر عمر خود را با مشکلات حاد مأموران سانسور سپری کرد. در سال ۱۷۹۴ او را متهم به تحقیر بعضی از اصول متن مقدس مسیحی کردند. او تا سال ۱۷۹۶ همچنان به تدریس ادامه داد اما به او گفته شده بود که متون مذهبی اش را که با انجیل مطابقت ندارند تدریس نکند. شکوائیهٔ دوست او و ناشر ماهنامه برلین، یوهان اریش بیستر، در نزد پادشاه هم رد شد.

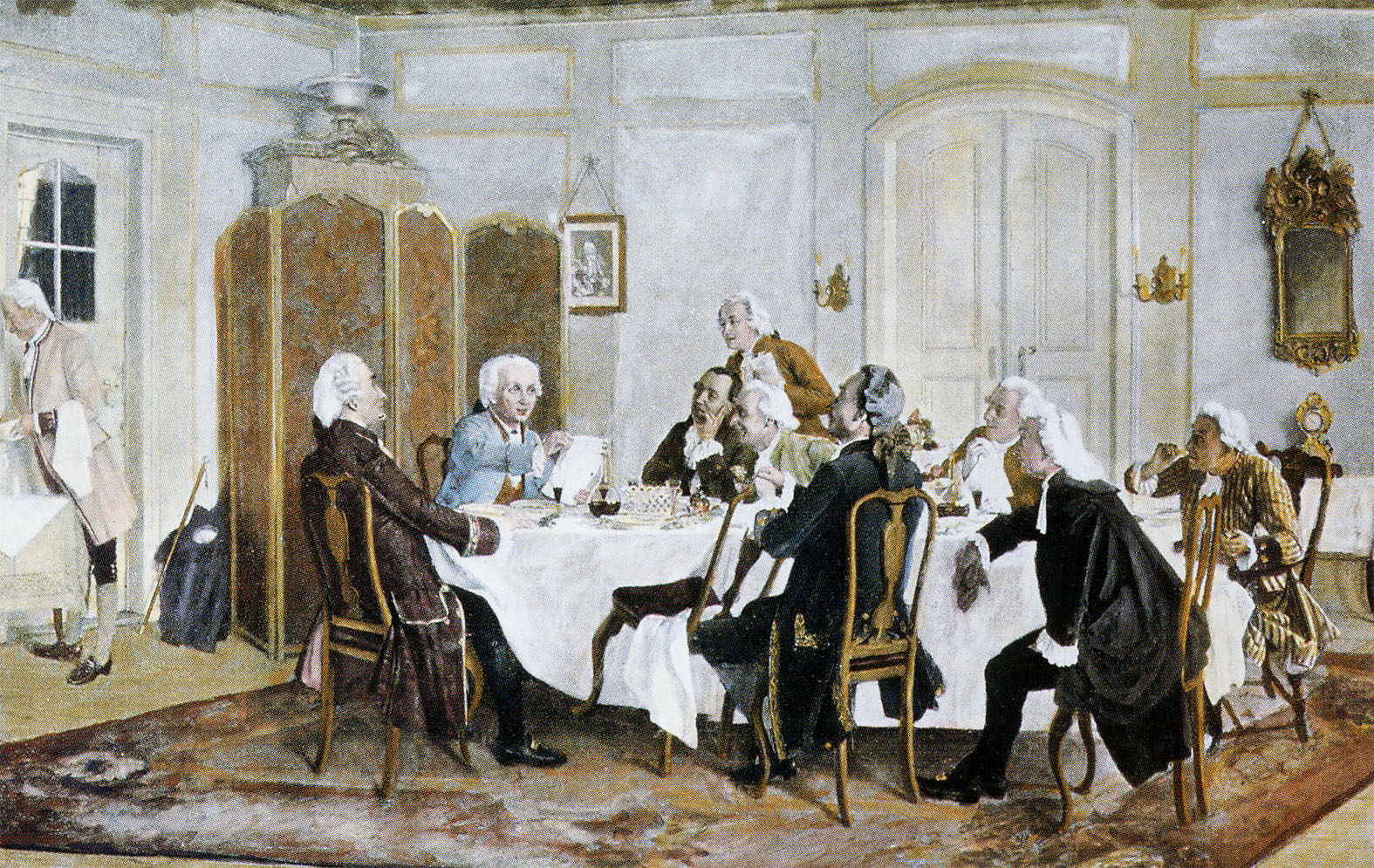
کانت و هم‌نشینانش دور میز، امیل دورستلینگ

کانت اغلب به عنوان آدمی با برنامه دقیق و مشخص روزانه معرفی می‌شود که به خاطر احساس وظیفه، کاملاً بر کار خود متمرکز بود. اما این تماماً درست نیست. وی در دوران دانشجویی ورق باز ماهری بود و در بازی بیلیارد کمک هزینه تحصیل خود را درمی‌آورد. در جمعی که او با علاقه حاضر می‌شد، به عنوان جوانی مؤدب و با لباسی مد روز به تن شناخته می‌شد و با دانش بی پایان خود دیگران را تحت تأثیر می‌گذاشت و با تعریف ماجراهای بامزه بدون این که خود بخندد باعث سرگرمی دیگران می‌شد.
تنها تزیین خانه‌اش پرتره‌ای از روسو بود. خدمتکار او که سربازی آموخته به نام مارتین لامپه بود، هر روز ساعت ۴:۴۵ او را با این جمله از خواب بیدار می‌کرد: "دیگر وقتش است!" و هر شب ساعت ۲۲ به رخت خواب می‌رفت. صبحانه‌اش فنجانی چای و یک پیپ تنباکو بود. سپس برای درس‌گفتارهایش آماده می‌شد، که ۵ یا ۶ روز در هفته برگزار می‌شد، و ساعت ۷ یا ۸ صبح (با توجه به فصل) آغاز می‌شد. اغلب برای ناهار دوستانش را دعوت می‌کرد. اما بحث بر سر فلسفه را ممنوع کرده بود. با رفتن مهمانانش غالباً بر صندلی راحتی در اتاق نشیمن چرتی می‌زد. در ساعت ۵ بعد از ظهر، پیاده‌روی‌اش آغاز می‌شد که زمان آن بنا به قصه مشهور، چنان دقیق بود که ساکنان کونیگسبرگ می‌توانستند ساعت‌هایشان را تنظیم کنند. شب‌های کانت غالباً با معاشرت در خانه دوستان می‌گذشت.

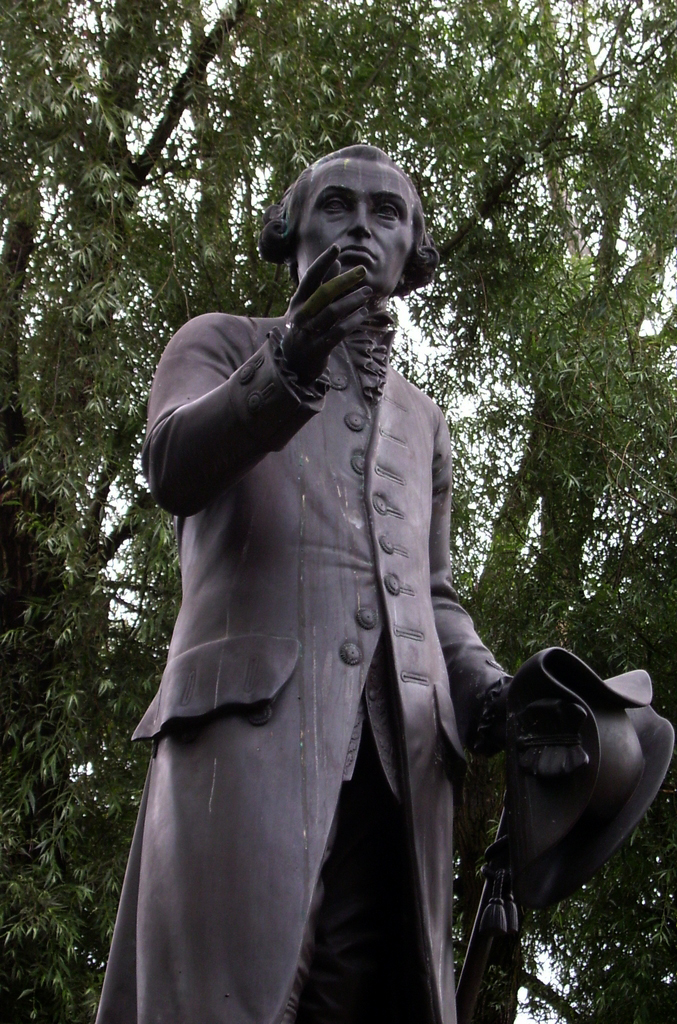
تندیس ایمانوئل کانت در شهر کالینینگراد (کونیگسبرگ), روسیه

وی اغلب زندگی خود را در کونیگسبورگ گذراند و در ۸۰ سالگی در ۱۲ فوریه ۱۸۰۴ میلادی درگذشت. در مراسم تشییع جنازه او، مردم از شهرهای مختلف آلمان گرد آمدند تا به مردی بزرگ ادای احترام نمایند. بر سنگ نوشتهٔ آرامگاه وی این جملات حک شده است: «دو چیز، هر چه مکررتر و ژرف‌تر به آن‌ها می‌اندیشم، ذهنم را با شگفتی و هیبت باز هم تازه‌تر و فزاینده‌تری به خود مشغول می‌دارند: آسمان پر ستاره بر فراز من و قانون اخلاقی در درون من.»
قبر او در استوا کانتیانا قرار دارد.

### آثار نخستین
همه آثار منتشره وی قبل از ۳۰ سالگی، در باب علوم طبیعی بودند؛ دربارهٔ موضوعهایی در فیزیک لایبنیتسی، اخترشناسی، زمین‌شناسی، شیمی. وی بنیان‌گذار رشته «جغرافیای طبیعی» (امروزه «علوم زمین») شناخته می‌شود. کارهای وی در این زمینه به «تاریخ طبیعی عمومی و نظریه آسمانها» منتهی شد. در این مقاله وی برای نخستین بار فرضیه سحابی‌ها را دربارهٔ منشأ منظومه شمسی مطرح کرد؛ ولی ناتوانی مالی برای انتشارش، سبب پنهان ماندن آن شد و عملاً برای سال‌ها ناشناخته ماند تا اینکه لاپلاس اساساً همان فرضیه را با تفصیل ریاضی بیشتری مطرح کرد.
وی همچنین در سال ۱۷۵۵ درگیر تأملات نقادانه فلسفی دربارهٔ بنیادهای شناخت و اصول اولیه مابعدالطبیعه ولفی در رساله ای لاتینی شد: شرحی جدید دربارهٔ اصول اولیه شناخت مابعدالطبیعی. اولین بیان دربارهٔ برخی از اندیشه‌های خاص کانت پیرامون موضوعهایی مثل علیت و تعامل ذهن-بدن و استدلال‌های مابعدالطبیعه سنتی برای وجود خدا، در این رساله یافت می‌شود.
مخاطبان فلسفی گسترده‌تر در ۱۷۶۲ جذب آثار کانت شدند؛ هنگامی که مقاله وی با عنوان «در باب تمایز اصول الهیات طبیعی و اخلاق»، جایزه دوم را در یک مسابقه برد و به همراه مقاله برنده در ۱۷۶۴ منتشر شد و تمجیدهای درخور توجهی را از موزس مندلسزون که جایزه اول را برده بود، دریافت کرد.

### نژادپرستی
کانت یکی از برجسته‌ترین متفکران روشنگری بود که از ایده نژاد دفاع کرد. برخی نیز ادعا کردند که وی یکی از شخصیتهای اصلی تولد نژادپرستی مدرن «علمی» بوده است. در جایی که چهره‌های قبلی مانند کارل لینائوس و یوهان فریدریش بلومنباخ تنها مشاهده «تجربی» برای نژادپرستی را تصور می‌کردند، کانت یک تئوری کامل دربارهٔ نژاد تولید کرد. وی با استفاده از چهار مزاج یونان باستان، سلسله مراتبی از چهار گروه نژادی را پیشنهاد داد: اروپایی‌های سفید، آسیایی زرد، آفریقایی سیاه و آمریکایی قرمز.

### آثار بنیادین
پس از انتشار مقاله معروف خود با عنوان «دربارهٔ صور و اصول جهان محسوس و معقول» که در سال ۱۷۷۰ منتشر شده، بیش از ده سال نوشتهٔ مهمی در زمینهٔ فلسفه منتشر نکرد.
در سال ۱۷۸۱، چاپ نخست نقد عقل محض منتشر شد و استقبال اولیه از این کتاب سخت برای کانت ناامیدکننده بود. مندلسون اعلام کرد که قادر به تعقیب استدلال‌های کانت نیست و «ناتوانی عصبی» او را از هرگونه «کار سنگین» بازمی‌دارد؛ ولی تنها چند سال بعد اهمیت نقد عقل محض آشکار و تصدیق شد.
ترتیب آثار دوره انقلابی در اندیشه کانت چنین است:
1. نقد عقل محض (۱۷۸۱)
2. تمهیدات (۱۷۸۳)
3. پاسخی به این پرسش: روشنگری چیست؟ (۱۷۸۴)
4. بنیاد مابعدالطبیعه اخلاق (۱۷۸۵)
5. مبادی مابعدالطبیعی اولیه علوم طبیعی (۱۷۸۶)
6. نقد عقل عملی (۱۷۸۸)
7. نقد قوه حکم (۱۷۹۰)
8. دین در محدوده عقل تنها (۱۷۹۳)
9. به سوی صلح جاودانه (۱۷۹۵)
10. مابعدالطبیعه اخلاق (۱۷۹۷)
11. انسان‌شناسی از دیدگاه عملی (۱۷۹۸)

### کانت و زرتشت
کانت در سال‌های پایانی عمر به اندیشه‌های زرتشت (پیامبر ایرانی) علاقه‌مند شد. او نام زرتشت را در عنوان‌های دو اثر خود در ۱۸۰۲ آورده است:
- زرتشت با چکیدهٔ فلسفهٔ او تحت یک اصل.
- زرتشت: خِرَد فیزیکی همراه با خِرد اخلاقی-عملی او در یک آمیختگیِ برون‌گرایانه.[۱۹]

## فلسفهٔ کانت

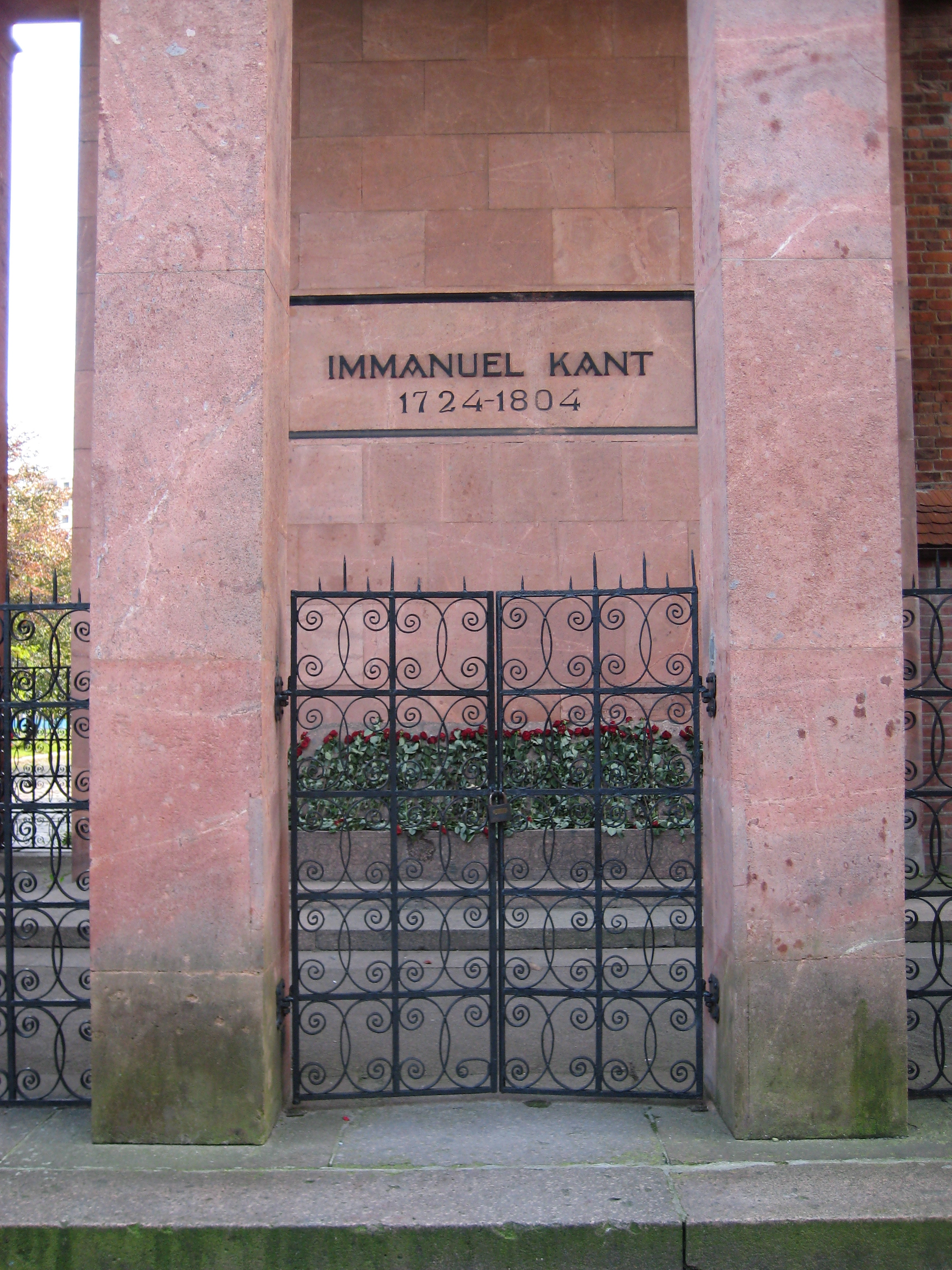
مقبره کانت در کونیگسبرگ، آلمان ۲۰۰۷

کانت در فلسفهٔ خود در پی پاسخگویی به سه پرسش اساسی است: 
- نخست این‌که چه چیز را می‌توان دانست (نقد عقل محض)؟
- دوم این‌که چه باید کرد (نقد عقل عملی)؟
- و سوم این‌که چه امید و انتظاری می‌توان داشت؟[۲۰]

### پیش‌زمینهٔ فلسفی
وی از هیوم، روسو و لایبنیتس تأثیرپذیری زیادی داشت و بر فلاسفه بعد از خود مانند هگل، و کل جریان ایدئالیسم آلمانی نیز تأثیر زیادی بر جای گذاشت. از او نقل شده که «هیوم مرا از خواب دگماتیسم بیدار کرد.» معروف است که وقتی کانت کتاب امیل روسو را به دست گرفت، حتی گردش روزانهٔ خود را هم کنار گذاشت چراکه می‌خواست کتاب را یک‌مرتبه تمام کند.

### معرفت‌شناسی
برای شروع معرفت‌شناسی کانت باید گفت معرفت‌شناسی شاخه‌ای از فلسفه است که به عنوان نظریه چیستی معرفت و راه‌های حصول آن تعریف می‌شود؛ مثلاً از کجا و چگونه متوجه شویم مطلبی درست است و ریشه شناخت ما از کجا می‌آید؟
در اصل این مسئله معرفت‌شناسی مهم‌ترین بخش از فلسفه مدرن بعد از لاک به حساب می‌آید که تمام موفقیت‌های مکتب تجربه گرایی در انگلستان در این زمینه است. یکی از بزرگ‌ترین تجربه گرایان و فلاسفه تاریخ بریتانیا و هم دوره کانت، دیوید هیوم کسی که تجربه‌گرایی را به اوج خود رساند. یک روز کانت مشغول خواندن بزرگ‌ترین اثر هیوم یعنی تحقیق در فاهمه انسانی بود که اعلام کرد که :از خواب جزم اندیشانه (متعصبانه) اش بیدار شده است.
پس کانت نوعی نگاه متعادل و بینابینی یا سنتزی در برخورد با دو مشرب مسلط آن زمان، یعنی فلسفه قاره و فلسفه انگلستان در پیش گرفت و همین نگاه به وی امکان داد تا به دور از حب و بغض‌های رایج در میان پیروان این دو مشرب امکان تلفیق و ترکیب آن‌ها را فراهم سازد و سنتز یا برابر نهاد دیگری ارائه کند که نام او را در عرصهٔ نظام فلسفی جهان و فلسفه کلاسیک آلمان به اوج افتخار برساند. یکی از میراث‌های اساسی به جای مانده از دستگاه فکری و تحلیلی کانت مبادرت به فراهم ساختن بستر نقد به عنوان یکی از بسترهای چالش‌برانگیز در عرصهٔ فلسفهٔ مدرن اروپاست.
او همانند تجربه گرایان معتقد بود که ابتدائاً باید به قوهٔ شناخت پرداخت و محدودیت‌ها و توانایی‌های آن را معلوم کرد و این بستر را با تدوین سه اثر مهم که بعدها به صورت آثار کلاسیک فلسفهٔ مدرن و ایدئالیسم آلمانی درآمدند پی می‌گیرد؛ یعنی در قالب نقد عقل محض و دوم نقد عقل عملی و سوم نقد قوه حکم یا نقد داوری.
| کمیت: |
| ----- |
| وحدت  |
| کثرت  |
| کلیت  |

| کیفیت:         |
| -------------- |
| واقعیت یا ثبوت |
| سلب یا نفی     |
| حصر یا تحدید   |

| نسبت:        |
| ------------ |
| جوهر         |
| علیت         |
| فعل و انفعال |

| جهت:             |
| ---------------- |
| امکان عام-امتناع |
| وجود-عدم         |
| وجوب امکان خاص   |

| کمیت: |
| ----- |
| وحدت  |
| کثرت  |
| کلیت  |

| کیفیت:         |
| -------------- |
| واقعیت یا ثبوت |
| سلب یا نفی     |
| حصر یا تحدید   |

| نسبت:        |
| ------------ |
| جوهر         |
| علیت         |
| فعل و انفعال |

| جهت:             |
| ---------------- |
| امکان عام-امتناع |
| وجود-عدم         |
| وجوب امکان خاص   |

او یازده سال چیزی منتشر نکرد تا نقد عقل محض را به اتمام رساند در سال ۱۷۸۱ بزرگ‌ترین شاهکار فلسفی خود و یکی از بهترین آثار فلسفی تاریخ بشر در کنار کتاب جمهور از افلاطون و اخلاق از اسپینوزا را منتشر کرد.
به این ترتیب، وی با ترکیب این دو مشرب روند تکامل فلسفه را متحول ساخت و مسیر آن را دگرگون کرد. در این راه او دو حرکت یا گام اساسی را در پیش گرفت. او در کتابش:
1. با تأکید بر قوت و توانمندی این ادعای تجربه‌گرایی که تجربهٔ حسی تنها منبع شناخت و منشأ تمام آرا و اندیشه‌های انسان به‌شمار می‌رود ولی نتیجه‌گیری بدبینانهٔ آن را قبول نداشت که نمی‌توان این آرا و اندیشه‌ها را توجیه نمود و علت یا عللی برای آن‌ها اقامه کرد.
2. از سوی دیگر، این ادعای عقل‌گرایی را نیز قبول نداشت که حقایق واقع دربارهٔ مسئلهٔ وجود یا عدم پدیده‌ها و اشیا تنها به مدد عقل قابل شناسایی است. می‌توان حرکت کانت را خروج عقل‌گرایی و ایدئالیسم از بن‌بست‌های کور آن دانست.[۲۴]

راه‌حل پیشنهادی کانت برای این مسئله که چگونه حکم ترکیبی پیشین دربارهٔ اشیاء ممکن است آنست که به جای آن‌که فرض کنیم اشیاء اصلند و ذهن ما ادراک خود را تابع حقیقت آن‌ها می‌کند، فرض کنیم که ذهن ما اشیاء را بر ادراک خود منطبق می‌سازد؛ بنابراین موضوع ناممکن است که بدانیم ادراک ذهن ما با حقیقت اشیاء منطبق هست یا نه. کانت این استدلال را انقلاب کوپرنیکی خود می‌خواند.
در کتاب نقد عقل عملی نیز که در ۱۷۸۸ تألیف شد به تحقیق در خصوص مابعدالطبیعه یعنی شناخت مسایلی چون وجود خدا، جاودانه بودن روح، جبر و اختیار انسان، ضرورت آزادی و نظایر آن‌ها پرداخته است.

### نقد عقل محض
در ۴۶ سالگی کانت یک محقق جاافتاده بود و همچنین یک فیلسوف تأثیر گذار و از او انتظار زیادی می‌رفت. در مکاتبهٔ با دوست و شاگرد پیشین خود مارکوس هرز، کانت اعتراف می‌کند که در مقدمهٔ پایان‌نامه، او ارتباط بین دنیای محسوس و قوای عقلانی را نتوانسته بود بیان کند. او باید توضیح می‌داد که چطور آنچه را ما دانش حسی می‌نامیم با نوع دیگر علم که آن را دانش عقلانی می‌نامیم ممزوج کرده بود زیرا این دو به یکدیگر مربوطند ولی فرایندهای متفاوتی دارند.
کانت همچنین بیداری خود را از خواب دگم‌گرایی که در آن او اصول مذهب و فلسفهٔ طبیعت را پذیرفته بود مدیون دیوید هیوم می‌داند. هیوم در کتاب خود به عنوان رساله در خصوص طبیعت انسان استدلال کرده بود که ما ذهن را تنها به طریق ذهنی و نه عینی می‌شناسیم که در حقیقت یک حالت توهمی است و مجموعه‌ای از دریافت‌های ماست. مفاهیمی همچون علیت، اخلاق و اشیاء هیچ‌کدام در تجربه حضور ندارند برای همین ممکن است واقعیت آنها زیر سؤال باشد. کانت احساس کرد که خرد می‌تواند این شک را برطرف کند و خود برآن شد که این مشکل را حل کند. با این که از معاشرت و همنشینی با دیگران لذت می‌برد، کانت انزوا گزید و در برابر سعی دوستانش که می‌خواستند او را از انزوا بیرون بکشند مقاومت کرد. ولی کانت سکوت خود را در سال ۱۷۸۱ شکست، حاصل آن کتاب نقد عقل محض بود. کانت بر خلاف تجربه‌گرایی هیوم، ابراز داشت که برخی از علوم به صورت فطری در ذهن وجود دارد مستقل از تجربه. با اینکه این نقد امروزه بین همهٔ فلاسفه جزو یکی از مهم‌ترین آثار فلسفه به‌شمار می‌رود، ولی در زمان خود این اثر از سرشناسی زیادی پیدا نکرد. کتاب حدود ۸۰۰ صفحه بود و زبانی بسیار پیچیده داشت. تعداد کمی آن را بررسی کردند و آنها آن را اثر مهمی به‌شمار نیاوردند. شاگرد پیشین کانت یوهان گوتفرید هِردِر این نقد را وارد کرد که در این کتاب خرد به عنوان یک پدیدهٔ قابل بررسی و نقد قلمداد شده به جای آنکه فرایند استدلال در حوزهٔ زبانی و شخصیت فرد مورد بررسی قرار گیرد. همچنین مانند برخی دیگر از فلاسفه که کار کانت را نقد کردند، او بر این عقیده بود که زمان و مکان صورت مستقلی ندارند تا بتوانند مورد بررسی قرار گیرند. همچنین گارو و فِدِر بر کانت ایراد وارد کردند که او تفاوتی بین دریافت و حس قائل نشده است.

### اخلاق
کانت معتقد بود که ارادهٔ خیر و حسن نیت تنها مفهوم ذاتاً خوب است و معنی حسن نیت، انجام وظیفه است، تنها دلیل موجه برای ادای وظیفه همان وظیفه بودن آن است و هیچ دلیل دیگری نباید داشته باشد و اگر کسی از ترس مجازات یا به امید پاداش ادای وظیفه کند، تکلیف خود را انجام نداده است. کانت در این زمینه گفته است: «من خواب می‌دیدم و می‌پنداشتم که زندگی تمتع است چون بیدار شدم دیدم وظیفه است.» تکلیف عملی است که شخص برای متابعت از قاعدهٔ کلی انجام می‌دهد. به عبارتی دیگر تکلیف احترام به قانون است.
قاعدهٔ اخلاقی اصلی کانت این است که شخص باید همواره چنان عمل کند که گویی شیوهٔ عمل او قانون فراگیر طبیعت خواهد شد و همواره و همه‌وقت قانون کلی خواهد بود. قاعدهٔ اساسی دیگر در فلسفهٔ کانت بیان می‌کند که انسان غایت فی نفسه است و باید با هر انسانی، خواه خود و خواه دیگران به عنوان غایت رفتار کرد نه وسیلهٔ رسیدن به هدف.

### زیبایی‌شناسی
اگر کار مهم فلسفی کانت میانجیگری میان تقابل «عقل‌گرایی» و «تجربه‌گرایی» یا فراروی از آن دانسته شود، تنها قلمروی از فلسفه که در آن وی وظیفه خودش را دقیقاً در این حدود می‌فهمد زیبایی‌شناسی است. وی راه حل‌های عقل گرایان و تجربه گرایان دربارهٔ احکام ذوق را ناپذیرفتنی می‌داند و می‌گوید راه حل قانع‌کننده برای مسئله ذوق باید هنجاری بودن اصیل چنین احکامی یا ضرورت و اعتبار کلی آن‌ها برای همه سوژه‌ها را با سوبژکتیویته ذاتی‌شان ترکیب کند؛ یعنی این احکام بدانچه خشنود یا ناخشنود می‌کنند مربوط می‌شوند نه به هرگونه ویژگی عینی که موجب لذت یا الم می‌شود.
حکم ذوق متضمن چیزی است که کانت «بازی آزاد» خیال و فاهمه در رابطه متقابل می‌نامد. مقصود از آزاد بودن، آن است که خیال تابع هیچ مفهوم از فاهمه نیست. این بازی آزاد، سبب هماهنگی دو قوه می‌شود و هر دو را جان می‌بخشد و سوژه، فعالیت ثمربخش هر یک از قوای ما را به شکل احساس لذت، تجربه می‌کند. این احساس لذت در نظریه کانت، لذت زیبایی شناختی یا تجربه زیبایی است. حکم زیبایی شناختی مقابل، یعنی دربارهٔ زشتی یک چیز، هنگامی است که تصور، فاهمه را از درک داده‌های خیال بازمی‌دارد، به طوری که قوای ما نمی‌توانند همکاری بی مخمصه ای داشته باشند.
لذت زیبایی شناختی به نحو کلی انتقال‌پذیر است و چون ما موجودهایی اجتماعی هستیم که از توانایی ارتباط برقرار کردن با هم نوعانمان لذت می‌بریم، به لذت جنب و جوش متقابل قوا، لذت اجتماعی بودن نیز افزوده می‌شود - لذت داشتن احساسهایی که به نحو کلی انتقال‌پذیر و با دیگران شرکت‌پذیرند.

### آزادی اراده
در مورد مسئلهٔ آزادی اراده، کانت قائل به مختار بودن و ارادهٔ آزاد انسان است. او معتقد است که این موضوع نیازی به برهان و استدلال ندارد و عقل محض در تحلیل این مسئله عاجز است. او وجود انسان را شامل وجه طبع و عقل می‌داند. طبع انسان مربوط به طبیعت است و تابع علیت و جبری، اما عقل انسان از جملهٔ معقولات است و زمانی نیست. پس هنگامی که انسان از عقل خود پیروی کند و تکالیف خود را انجام دهد، محکوم ارادهٔ خود یعنی آزاد خواهد بود.
کانت به اندازه اسلاف فیلسوف پیشین خود در فکر اثبات و استقرار آزادی اراده بود، ولی چون از دشواری‌هایی که در این راه در پیش رو داشت آگاه بود نوشت: «از آنجا که پیوند ناگسستنی رویدادها (پدیده‌ها) قانون تغییرناپذیر طبیعت است، اگر رویدادها واقعاً و مطلقاً حقیقت داشته باشند آزادی اراده ممتنع است؛ لذا فیلسوفانی که در این مسئله به عقیده عموم بگروند هرگز نخواهند توانست دو مفهوم طبیعت و آزادی را سازگار سازند.»

### آزادی
از دیدگاه کانت، آزادی مادامی که با آزادی هر فرد دیگر، بتواند در چارچوب یک قانون عمومی برقرار باشد، تنها حق اولیه‌ای است که به هر انسانی به دلیل انسان بودنش تعلق دارد. کانت همهٔ دیگر اصل‌های حقوق بشری مانند برابری و استقلال انسان را از همین اصل بنیادین آزادی مشتق می‌کند. کانت در فلسفهٔ سیاسی خود، نه تنها آخرین پیوندهای میان اندیشهٔ سیاسی دوران جدید و دوران‌های پیش از آن را به‌طور قطعی می‌گسلد، بلکه فراتر از آن، مفهوم حق طبیعی عصر روشنگری را به گونه‌ای پیگیر رادیکالیزه می‌کند.
وقتی آرای آزاداندیشانه روسو در انقلاب کبیر فرانسه به بار نشست، کانت از شادی گریست، احساسی که در جامعه محافظه کار آلمانی و اخلاق تا حدی سیاست گریزش مغایرت داشت. کانت در بین فیلسوفان مدرن کمتر به سیاست و فلسفه سیاسی توجه می‌کرد.
همچنین کانت می‌گوید اثبات اینکه موجودات عاقل، آزاد و مختار هستند، به طریق نظری برای عقل انسان غیرممکن است. پس نمی‌توان اثبات کرد که آزادی امکان ندارد. قانون اخلاقی ما را به فرض آن مجبور می‌کند و لذا مجاز می‌داند که ان را فرض نماییم. قانون اخلاقی از این رو ما را مجبور به فرض آن می‌نماید که مفهوم آزادی و مفهوم اصل اعلای اخلاق آنچنان از یکدیگر لاینفک و متحد هستند که می‌توان آزادی عملی را به عنوان استقلال اراده از هر چیزی غیر از قانون اخلاقی تعریف کرد؛ و به واسطهٔ این علاقهٔ لاینفک گفته شده قانون اخلاقی آزادی را مفروض می‌دارد. در ادامه کانت می‌گوید: اینکه انسان نسبت به عمل واحد از لحاظ نابرابری‌ها و ذوات معقول آزاد و از لحاظ تجربی موجب و مجبور است چندان ساده و آسان نیست ولی کانت با توجه به مقدماتی که تمهید کرده چاره‌ای جز اتخاذ این نظر را ندارد.

### فلسفهٔ تاریخ
کانت معتقد بود تاریخ سیر اعمال انسان‌ها را به مثابهٔ پدیدار می‌شناسد. او اعمال انسان‌ها را قوانین طبیعی برمی‌شمرد و شناخت این قوانین را اگر غیرممکن نباشد بسیار دشوار می‌دانست. او فکر می‌کرد دستیابی به تاریخ آرمانی نیازمند اتحاد فکری و فلسفی است، تاریخ نقشه‌ای فرضی به سمت پیشرفت دارد و آنچه در نتیجهٔ این پیشرفت به دست می‌آید عقلانیت انسان است که منجر به هوش و آزادی معنوی می‌گردد. از دید او غایت تاریخ به سمت کمال است. در اثبات این دیدگاه او ابتدا غایت‌مندی تاریخ را اثبات و سپس به تبیین رو به کمال بودن آن غایت پرداخت. در اثبات غایتمندی چنین استدلال کرد که اگر تاریخ غایتی نداشته باشد از آنجا که انسان غریزی عمل نمی‌کند نباید تاریخی منظم داشته باشد و چون تاریخ نظم و قاعده دارد پس نقشه و غایتی پشت این نظم است. در اثبات رو به کمال بودن تاریخ کانت معتقد بود آزادی و عقل عامل پیشرفت انسان هستند. آزادی باعث خودمحوری، منفعت طلبی و ارضای تمایلات غریزی می‌شود درحالی‌که عقل باعث مسالمت با هم‌نوع و زندگی اجتماعی است، آزادی منجر به جامعه‌گریزی و عقل دلیل جامعه‌پذیری است؛ بنابراین آزادی و عقل باعث تعارض در انسان شده‌اند و این تعارض عامل حرکت به سمت کمال است. انسان‌ها وقتی به نفع خودشان کاری می‌کنند (ولو این کار به ضرر انسان‌های دیگر باشد) در حقیقت به سمت چیزی که طبیعت می‌خواهد (کمال) حرکت می‌کنند.

### دین و مذهب
از نظر کانت اخلاق مستلزم دین نیست یعنی انسان برای شناختن تکلیف خود خدا را به عنوان شارع کل که باید مورد رحمت واقع شود بداند. اما به خدا حرمت گذاشتن چه معنی دارد؟ معنی آن این است که قانون اخلاقی را رعایت کنیم و برای ادای تکلیف عمل کنیم. به عبارت دیگر کانت برای آداب دینی دعا و اظهار عبودیت و پرستش چه فردی و چه جمعی ارزش زیادی قائل نبود. نظر او در این‌باره در عبارت معروف او خلاصه شده که می‌گوید: هر چیزی غیر از طریق سلوک اخلاقی که انسان خیال می‌کند برای ترضیهٔ خود انجام می‌دهد توهم دینی و عبادت کاذب خداوند است.

### خدا و بقای نفس
کانت برهانی در جهت اثبات وجود خداوند ارائه می‌کند که به برهان اخلاقی مشهور است. او استدلال می‌کند که عقل عملی حکم می‌کند که انسان وظیفه دارد به دنبال خیر تام باشد. خیر تام شامل فضیلت کامل و سعادت کامل است. هم چنین عقل عملی حکم می‌کند که هر وظیفه‌ای تنها در صورتی بر عهدهٔ مکلف است که از عهدهٔ آن برآید و مهیا کردن شرایط جهان خارج برای رسیدن به خیر استعلایی، از عهدهٔ انسان خارج است. پس باید خالقی در طبیعت این هماهنگی را برقرار سازد که همان خداست. این نوع استدلال ابداع کانت است چرا که پیشینیان از اثبات وجود خداوند تعهد اخلاقی را نتیجه می‌گرفتند اما کانت مسیر عکس را می‌پیماید.
در مورد بقای نفس نیز کانت استدلالی مشابه می‌آورد و می‌گوید که نفس انسان خود را مکلف می‌یابد که به سوی کمال و سعادت و خیر تام حرکت کند اما در این دنیا عقل پایبند تمایلات و طبع است و سعادت و خیر تام با هم به دست نمی‌آیند، پس می‌توان امیدوار بود پس از مرگ در جهانی که این تباین میان عقل و طبع وجود نداشته باشد به کمال برسد.

### انتقادات
هگل از کانت به خاطر تفکر انتزاعی و تلاش در جهت شناخت پیش از شناخت یافتن انتقاد می‌کند و این کار را مثل خودداری از تن به آب زدن پیش از شنا آموختن می‌داند.
پس از کانت، هگل مدعی شد که خواسته نهایی دوران مدرن، این است که تفکر، تمام دانش‌ها و ارزش‌هایش را آزادانه و به نحو خود مختار از عقل استخراج کند. علاوه بر این نباید هیچ پیش فرض غیرمستندی را دربارهٔ خودش بپذیرد. به هر حال جستجوی هگل برای یافتن یک علم منطق برون پیشفرض، منجر به این شد که نسبت به کفایت سازمان‌بندی مقولات کانتی برای تفکر شک کند.
از آنجا که اندیشیدن به هستی اندیشیدن به شدن است مقولات تفکر هگلی با نظمی، ترادفی مرتب شده است. منظور کیفیت، کمیت، ویژگی، ماهیت وجود، جوهر علیت و نهایتاً عقل خود مختار می‌باشد. هگل از اینجا روشی برای نقد و بسط درون ذات ارائه می‌دهد که در آن هر مقولهٔ حقیقت را در قالب استعدادها و محدودیت‌های تعین قبلی برای بالا بردن مرتبه آشکار می‌کند. این اصل «روح هر دانشی به راستی علمی است» نام دارد.
هگل مانند کانت معتقد بود که اراده آزاد راستین اراده‌ای است که خودش و آزادی خودش را اداره کند. او فلسفه حقوقی اش را در برابر فلسفه تکلیفی ای وضع می‌کند که به نظر او مانع از تخلف‌هایی مثل دزدی و قتل نمی‌شود. او در فلسفه حق اعلام می‌دارد که: «حق مطلق حق محّق بودن است». از اینجا هگل به این امر مطلق می‌رسد که: «شخص باش و دیگران را بسان شخص احترام کن.»
از دیگر کسانی که به کانت نقد وارد می‌کند مارتین هایدگر است. دلمشغولی اصلی هایدگر پرسش از هستی و هستی شناختی بود. در ضمن این پیامد نیز ذهن او را مشغول کرده بود که اهمیت این پرسش در طول تاریخ هستی به فراموشی سپرده شده است. هایدگر معتقد بود که فلسفه کانت حول همان مبتلابه‌ای می‌گردد که او با آن درگیر است؛ یعنی (هستی آنجا). این واژه به همان جایی اشاره دارد که موجود در آن رشد می‌یابد و می‌تواند به چیزهایی دست یابد. این قول کانت «شیء فی نفسه» متفاوت از جلوه نیست، بلکه صرفاً همان چیزیست که از منظری دیگر به آن نگریسته شده است و هایدگر را تهییج می‌کرد. این سخن یعنی «شیء فی نفسه» قابل جدا شدن از آگاهی متناهی نیست.
هایدگر با این پرسش که علم به «شیء فی نفسه» چگونه حاصل می‌شود، متوجه اهمیت این استنتاج می‌شود که چگونه یک وجود متناهی که به خودی خود چیزی جز یک ذات نیست و وجودش وابسته پذیرشش است به دانش دست می‌یابد، یعنی به آن جوهر، بیش از آنکه وجود داده شده باشد می‌رسد، بدون آنکه خود خالق آن باشد؟ به اینگونه است که هایدگر مسئله حکم تألیفی پیشینی کانت را دوباره صورت بندی می‌کند. به نظر هایدگر مسئله دانش همواره تکرار می‌شود.
نظر کانت دربارهٔ دین: از نظر کانت، اخلاق مستلزم دین نیست، یعنی انسان برای شناخت تکالیف خود محتاج مفهوم خدا نیست، و محرک نهایی عمل اخلاقی تکلیف فی حد ذاته است نه اطاعت از احکام الهی. در عین حال اخلاق مودی به دین می‌شود. «قانون اخلاقی از طریق مفهوم خیراعلا، به عنوان مقصود و غایت نهایی عقل عملی، مودی به دین یعنی به شناختن کلیهٔ تکالیف به عنوان احکام الهی می‌شود، اما نه به عنوان ضامن اجرا، یعنی اوامر تحکمی یک ارادهٔ بیگانه که فی نفسه ممکن و مشروط اند، بلکه به عنوان قوانین ذاتی هر ارادهٔ آزاد فی نفسه، که با این همه باید آنها را اوامر یک موجود اعلا دانست؛ زیرا فقط از ارادهٔ کامل اخلاقی (قدسی و خیر) و در عین حال قادر مطلق، و بالنتیجه فقط از طریق ائتلاف و سازگاری با این آراد است، که می‌توان امید به نیل عالیترین خیر را داشت. و قانون اخلاقی، تکلیف ما می‌داند که آن را نصب العین مساعی خود سازیم. دین حقیقی از نظر کانت عبارت از این است که «در تمام تکالیف خود خدا را به عنوان واضع کل قانون که باید مورد حرمت واقع شود بدانیم.».[۴۱]

## آثار
- توضیح جدید دربارهٔ مبادی اولیه معرفت مابعدالطبیعی، سال ۱۷۵۵
- مونادشناسی فیزیکی، سال ۱۷۵۶
- تلاشی در جهت وارد کردن مفهوم کمیات منفی در فلسفه، سال ۱۷۶۳
- تنها استدلال ممکن برای اثبات وجود خدا، سال ۱۷۶۳
- رویاهای یک بیننده ارواح که به رویاهای مابعدالطبیعه روشن شده است، سال ۱۷۶۳.
- مشاهداتی در باب احساس امر زیبا و والا، سال ۱۷۶۶[۵۱]
- دربارهٔ صورت و مبادی جهان محسوس و جهان معقول، سال ۱۷۷۰
- نقد عقل محض سال ۱۷۸۱، شناخت‌شناسی و نقد مابعدالطبیعه.
- تمهیدات یا «مقدمه‌ای بر هر مابعدالطبیعهٔ آینده که به عنوان یک علم عرضه شود»
- بنیاد مابعدالطبیعه اخلاق، ۱۷۸۵
- نقد عقل عملی سال ۱۷۸۸، در باب اخلاق
- نقد قوه حکم سال ۱۷۹۰; در باب زیبایی‌شناسی و غایت‌شناسی
- دین در محدوده عقل تنها
- صلح پایدار، سال ۱۷۹۵، تحت تأثیر پیمان وستفالی، و الهام‌بخش میثاق جامعه ملل و تأسیس جامعه ملل در سال ۱۹۱۹ میلادی (۱۲۹۷ شمسی) است.[۵۲]
- مابعدالطبیعهٔ اخلاق، ۱۷۹۷.
- انسان‌شناسی از دیدگاه عملی (۱۷۹۸)
- آثار منتشرشده پس از مرگ